# Phare de Crabtree Ledge
Le phare de Crabtree Ledge (en anglais : Crabtree Ledge Light) était un phare situé dans la Frenchman Bay, dans le Comté de Hancock (État du Maine).

## Histoire
Ce phare à caisson immergé , mis en service en 1890, était une tour conique en fonte marron posée sur une plateforme au soubassement noir. Il était situé à l'extrémité nord de Frenchman Bay et devait son nom au corsaire américain Agreen Crabtree.
Désactivé en 1933, il s'est effondré en mer en 1950 et a été remplacé par une bouée à cloche.
Identifiant : ARLHS : USA-197 ; USCG : 1-2000 .

### Lien connexe
- Liste des phares du Maine